# بلير ستيوارت (لاعب اتحاد الرغبي)
بلير ستيوارت (بالإنجليزية: Blair Stewart)‏ هو لاعب اتحاد الرغبي نيوزيلندي، ولد في 2 أكتوبر 1983 في كرايستشرش في نيوزيلندا.

## وصلات خارجية
- بلير ستيوارت عل موقع إسبنسكروم (الإنجليزية)
- بلير ستيوارت على موقع ItsRugby.co.uk (الإنجليزية)